# Pic du Béal Traversier
Le pic du Béal Traversier est un sommet du massif du Queyras culminant à 2 910 m d'altitude situé sur la commune française d'Arvieux (Hautes-Alpes). Il fait souvent partie du parcours de la course de ski-alpinisme du Grand Béal.